# نیوا اونیورسال
نیوا اونیورسال (به پرتغالی: Neiva Universal) یک هواپیمای آموزشی و تهاجم زمینی تک‌موتوره ملخی ساخت صنایع نیوا در برزیل است. نخستین پرواز این هواپیما در ۲۹ آوریل ۱۹۶۶ میلادی به انجام رسید. در مجموع، تعداد ۱۸۹ فروند از این هواپیما ساخته شده است.

## کاربران

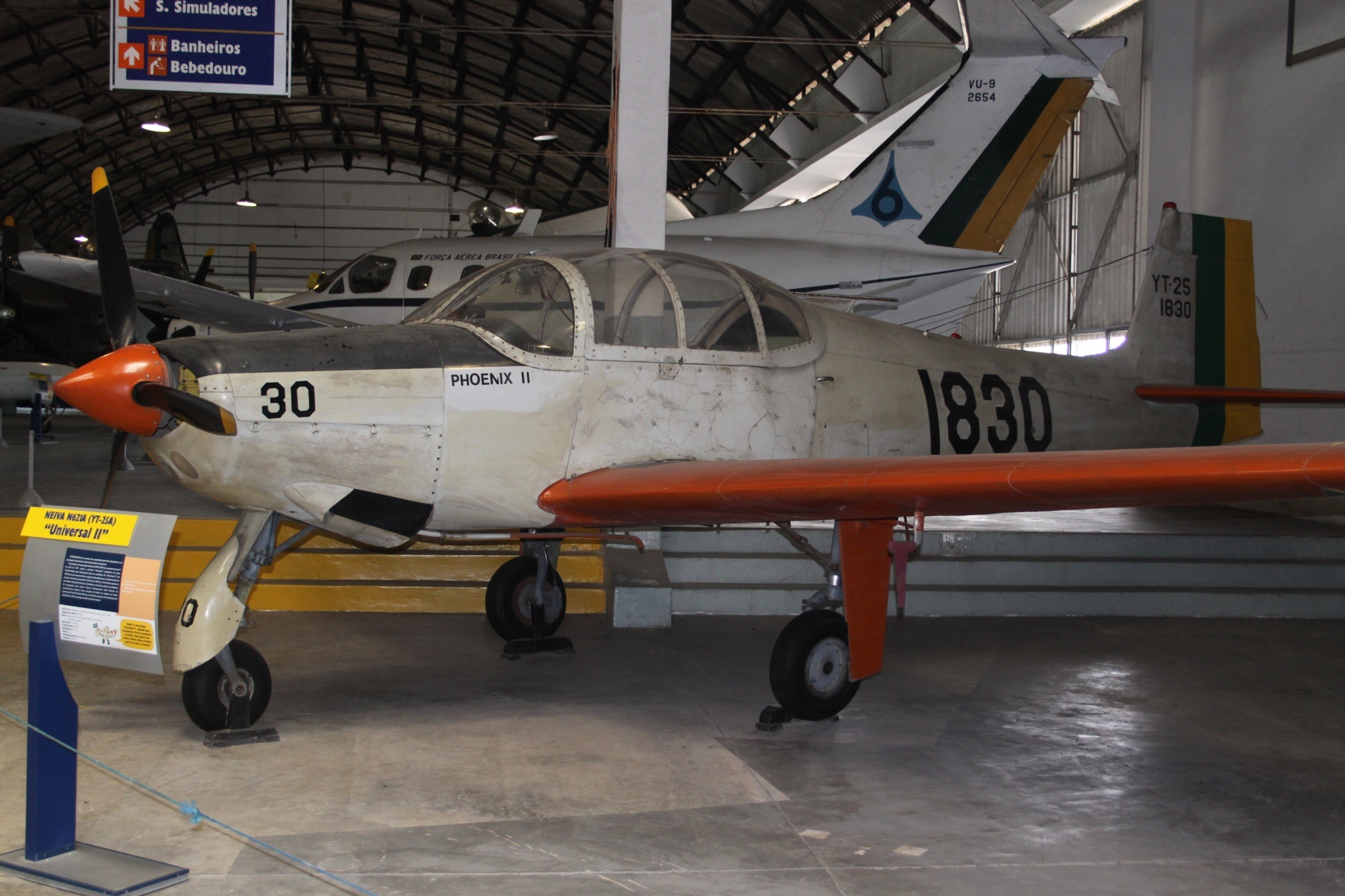
نمونه اولیه وای تی-۲۵ ای اونیورسال-۲

برزیل
- نیروی هوایی برزیل

 بولیوی
- نیروی هوایی بولیوی

 پاراگوئه
- نیروی هوایی پاراگوئه[۱]

 شیلی
- نیروی هوایی شیلی
- نیروی زمینی شیلی

## مشخصات (اونیورسال)
داده‌ها از Jane's All the World's Aircraft 1976–77
ویژگی‌های عمومی
- خدمه: ۲–۳
- طول: ۸٫۶۰ متر (۲۸ فوت ۳ اینچ)
- پهنای بال: ۱۱٫۰۰ متر (۳۶ فوت ۱ اینچ)
- ارتفاع: ۳٫۰۰ متر (۹ فوت ۱۰ اینچ)
- مساحت بال‌ها: ۱۷٫۲۰ متر مربع (۱۸۵٫۱ فوت مربع)
- نسبت اندازه: ۷٫۱:۱
- ایرفویل: NACA 632A315 at root, NACA 631212 at tip
- وزن خالی: ۱٬۱۵۰ کیلوگرم (۲٬۵۳۵ پوند)
- بیشترین وزن برخاست: ۱٬۷۰۰ کیلوگرم (۳٬۷۴۸ پوند)
- ظرفیت سوخت: ۳۳۲ لیتر (۸۸ گالون آمریکایی؛ ۷۳ گالون بریتانیایی)
- پیشرانه: ۱ عدد موتورپیستونی ۶ سیلندر تخت -هواخنک لایکامینگ ای او-۵۴۰-کی۱دی۵, ۲۲۰ کیلووات (۳۰۰ اسب بخار)
- ملخ‌ها: دوملخه ملخ گام‌متغیر از نوع هارتزل اچ سی-سی۲وای کی/سی۸۴۶۵ ای-۲ به قطر ۲٫۱۳ متر

عملکرد
- حداکثر سرعت: ۳۰۰ کیلومتر بر ساعت (۱۹۰ مایل بر ساعت، ۱۶۰ گره) در ارتفاع سطح دریا
- سرعت کروز: ۲۸۵ کیلومتر بر ساعت (۱۷۷ مایل بر ساعت، ۱۵۴ گره) در ارتفاع سطح دریا (max. cruise, 75% power)
- سرعت واماندگی: ۱۰۴ کیلومتر بر ساعت (۶۵ مایل بر ساعت، ۵۶ گره) (فلپ‌ها پائین)
- بیشینه سرعت مجاز: ۵۰۰ کیلومتر بر ساعت (۳۱۰ مایل بر ساعت، ۲۷۰ گره)
- بُرد: ۱٬۵۰۰ کیلومتر (۹۳۰ مایل، ۸۱۰ مایل دریایی)
- حداکثر ارتفاع: ۶٬۱۰۰ متر (۲۰٬۰۰۰ فوت)
- نرخ صعود: ۶٫۶۶ متر بر ثانیه (۱٬۳۱۲ فوت بر دقیقه)
- طول مسیر مورد نیاز برای برخاست به ارتفاغ ۱۵ متری (۵۰ فوت): ۵۱۰ متر (۱٬۶۷۰ فوت)
- طول مسیر مورد نیاز برای فرود از ارتفاغ ۱۵ متری (۵۰ فوت): ۶۰۰ متر (۱٬۹۶۹ فوت)

تسلیحات

- اسلحه‌ها: غلاف‌های حامل تیربار ۷٫۶۲ میلی‌متری قابل حمل در آویزگاه‌های حمل سلاح در زیر بالها
- آویزگاه‌های حمل سلاح: ۲